# Odalis Pérez
Odalis Amadol Pérez (Las Matas de Farfán, 11 de junio de 1977-Santo Domingo, 10 de marzo de 2022) fue un  lanzador dominicano que jugó en las Grandes Ligas de Béisbol. Durante su carrera en las mayores jugó con los Bravos de Atlanta (1998-2001), los Dodgers de Los Ángeles (2002-2006), los Reales de Kansas City (2006-2007) y los Nacionales de Washington (2008).

## Carrera

### Atlanta Braves
Se unió a los Bravos de Atlanta en septiembre de 1998, yéndose de 0-1. Sin embargo, ganó un juego con los Bravos en la postemporada de 1998, convirtiéndose en el primer lanzador en la historia de MLB en ganar un playoff sin haber ganado un partido de temporada regular.
El 2 de mayo de 1999 consiguió su primera victoria de la temporada regular lanzando 5.2 entradas y permitiendo dos carreras limpias, con siete ponches, mientras Atlanta barría a los Rojos de Cincinnati en una victoria de 5-3.
El 15 de enero de 2002 fue cambiado por los Bravos con Andrew Brown (ligas menores) y Brian Jordan a los Dodgers por Gary Sheffield.

### Los Angeles Dodgers
En un período de dos años, de 2002 a 2003, ganó 27 partidos (15 en 2002, 12 en 2003), empatando como el tercer lanzador zurdo con la mayor cantidad de victorias en la Liga Nacional, uniéndose a Tom Glavine detrás de Randy Johnson y Al Leiter, y diez más en las Grandes Ligas. Además de esto, fue el primer zurdo de los Dodgers en registrar al menos doce victorias en temporadas consecutivas desde que Fernando Valenzuela logró la hazaña en 1986 (21) y 1987 (14). Durante el mismo período, Pérez también ocupó el sexto lugar de más ponches (296) entre todos los zurdos de las mayores, ocupando el cuarto lugar en la Liga Nacional detrás de Randy Johnson, Randy Wolf y Al Leiter.
También en esas dos temporadas, Pérez permitió dos carreras limpias o menos en 33 de sus 62  aperturas, siendo seleccionado para el Juego de Estrellas en el 2002 (una temporada en la que lanzó un par de juegos de un hit).
Un punto culminante en la carrera de Pérez se produjo el 28 de agosto de 2002, tras vencer a los Diamondbacks de Arizona en el Dodger Stadium con un resultado de 1-0, durante el cual lanzó 8.0 entradas sin permitir anotaciones y bateó el primer jornón de su carrera siendo la única carrera del juego. Con esta victoria, se convirtió en el primer lanzador de Grandes Ligas en ganar un partido 1 a 0 y batear el cuadrangular para ganar el partido desde que Bob Welch logró la hazaña el 17 de junio de 1983.

### Kansas City Royals
El 25 de julio de 2006, Pérez y dos lanzadores de ligas menores (Blake de Johnson y Julio Pimentel) fueron canjeados a los Reales de Kansas City a cambio de Elmer Dessens. También se envió efectivo a los Reales en el acuerdo.
El 31 de octubre de 2007, los Reales declinaron la opción de Pérez de $9 millones y le pagaron una compra de $1.5 millones en su lugar.

### Washington Nationals
El 19 de febrero de 2008 firmó un contrato de ligas menores con los Nacionales de Washington y fue invitado a los entrenamientos de primavera. Su contrato  fue comprado por los Nacionales el 20 de marzo de 2008.
Consiguió el Opening Day de Washington el 30 de marzo de 2008. Entregó el primer home run en la historia del Nationals Park, a Chipper Jones en la parte alta del cuarto inning. Permitió una carrera y cuatro hits en cinco entradas y terminó con sin decisión. Ryan Zimmerman bateó un walk-off home run para ganar el juego por primera vez en la historia del Nationals Park, 3-2. También ponchó al primer bateador y tiró el primer lanzamiento en la historia del Nationals Park.
Acordó un contrato de ligas menores con los Nacionales antes de la temporada 2009. Sin embargo, cambió de opinión y no se reportó a los entrenamientos de primavera, en lugar de querer un contrato de ligas mayores. Posteriormente fue puesto en libertad.

## Vida personal
Estuvo casado con la presentadora de televisión y exmodelo Evelina García con quien tuvo una hija, Ámbar Evelina (nacida en 2008). Además, tuvo dos hijos más Odalis Jr, y Odalis Ángel, ambos de diferentes parejas.

## Muerte
Murió a los 44 años el 10 de marzo de 2022 aparentemente tras sufrir un infarto y caer por la escalera de su casa.

## Trivia
- Se graduó en la secundaria Damian David Ortiz en 1995 en su tierra natal.
- Participó en clínicas de béisbol de la comunidad para que los Dodgers y la Fundación Internacional Manny Mota (Manny Mota International Foundation)
- Jugó para las Estrellas Orientales y los Leones del Escogido en la Liga Dominicana.
- En 2005 hizo una oferta para comprar el equipo Estrellas Orientales, pero fue rechazada por la Liga Dominicana de Béisbol.